# Витебский мясокомбинат
Витебский мясокомбинат (бел. Віцебскі мясакамбінат) — белорусское мясоперерабатывающее предприятие, расположенное в Витебске.

## История
Мясокомбинат основан в 1924 году, первоначально назывался Витебским отделением паевого товарищества «Белмясо». С 1930 года — Витебский мясокомбинат. В 1997 году мясокомбинат преобразован в открытое акционерное общество (по другой информации, в 1997—1998 годах существовало в форме акционерного общества). На момент преобразования в ОАО комбинат подчинялся Витебскому областному производственному объединению мясо-молочной промышленности.
В 2005 году на комбинате действовали мясожировой, мясоперерабатывающий, холодильный и несколько других цехов мощностью 70 т производства мяса в смену, 16,4 т колбас, 17 т мясных полуфабрикатов. В 2005 году выпускалось более 200 наименований мясной продукции, колбас варёных, полукопчёных, сырокопчёных, варёно-копчёных, сосисок, сарделек, изделий из субпродуктов, жиров (пищевых, кормовых и технических), сухих животных кормов.

## Современное состояние
В 2014 году комбинат являлся одним из крупнейших предприятий в Республике Беларусь по мощностям переработки мяса (3,8 тыс. т в месяц) и по выручке среди предприятий отрасли (ок. 90 млн долларов). В 2012 году мясокомбинатом было произведено 7,5 тыс. т мясных полуфабрикатов и 17,7 тыс. т колбасных изделий.
В 2018 году выручка компании составила 244,2 млн руб., в 2019 году — 277 млн руб. В 2018 году чистый убыток компании составил 16,2 млн руб., в 2019 году была отмечена чистая прибыль в 0,1 млн руб. Непокрытый убыток вырос с 188,5 млн руб. в 2018 году до 193,3 млн руб. в 2019 году, долгосрочные обязательства сократились с 191,6 млн руб. в 2018 году до 100 млн руб. в 2019 году. В 2018 году на мясокомбинате работало 2645 человек, в 2019 году — 2579 человек.
Государству принадлежит 78,8% акций компании. В 2020 и 2021 годах комбинат получал государственные субсидии по кредитам.